# دری (لوئیزیانا)
دری (به انگلیسی: Derry) یک منطقهٔ مسکونی در ایالات متحده آمریکا است که در لوئیزیانا واقع شده‌است. دری ۳۲٫۰ متر بالاتر از سطح دریا واقع شده‌است.